# کاکتوس توپی ایسلا کارمن
کاکتوس توپی ایسلا کارمن (نام علمی: Mammillaria carmenae) نام یک گونه از سرده کاکتوس‌های توپی است.